# Der Goldene Pöppel
Der Goldene Pöppel var en pris, som magasinet Die Pöppel-Revue uddelte fra 1979 til 1990. "Pöppel" betyder spillebrik af den type, som består af en kegle med en kugle på toppen. Som modspil til "Spiel des Jahres", hvor en jury af fagfolk udvalgte vinderne, var det her magasinets læsere, der valgte det spil, de fandt var bedst. Der var ingen regel om udgivelsesår, så flere spil var med i mange år.
I 1990 blev prisen afløst af Deutscher Spiele Preis.

## Prismodtagere
- 1979
  - 1. Acquire af Sid Sackson
  - 2. Hase und Igel af David Parlett
  - 3. 1829 af Francis G. Tresham
- 1980
  - 1. Hase und Igel af David Parlett
  - 2. Risk af Albert Lamorisse
  - 2. Shogun af Teruo Matsumoto
- 1981
  - 1. Hase und Igel af David Parlett
  - 2. Rummikub af Ephraim Hertzano
  - 3. Monopoly af Charles Darrow
- 1982
  - 1. Hase und Igel af David Parlett
  - 2. Atolls & Cornucopias
  - 3. Acquire af Sid Sackson
- 1983
  - 1. Scotland Yard
  - 2. Hase und Igel af David Parlett
  - 3. Acquire af Sid Sackson
- 1984
  - 1. Scotland Yard
  - 2. Dampfross af David Watts
  - 3. Hase und Igel af David Parlett
- 1985
  - 1. Heimlich & Co. af Wolfgang Kramer
  - 2. Scotland Yard
  - 3. Dampfross af David Watts
- 1986
  - 1. Heimlich & Co. af Wolfgang Kramer
  - 2. Acquire af Sid Sackson
  - 3. Greyhounds af Bernd Brunnhofer
- 1987
  - 1. Kreml af Urs Hostettler
  - 2. Acquire af Sid Sackson
  - 3. Heimlich & Co. af Wolfgang Kramer
- 1988
  - 1. McMulti af James St Laurent
  - 2. Kreml af Urs Hostettler
  - 3. Barbarossa und die Rätselmeister af Klaus Teuber
- 1989
  - 1. Maestro af Rudi Hoffmann
  - 2. Café International af Rudi Hoffmann
  - 3. Ein solches Ding af Urs Hostettler
- 1990

se Deutscher Spiele Preis

## Weblinks
- Pladserne 1 til 10 Arkiveret 25. oktober 2007 hos  Wayback Machine på Spielbox

| Spil | Spire Denne artikel om spil eller lege er en spire som bør udbygges. Du er velkommen til at hjælpe Wikipedia ved at udvide den. |